# 叶若夫卡农村居民点
叶若夫卡农村居民点（俄语：Ежовское сельское поселение）是俄罗斯联邦伏尔加格勒州基克维泽区所属的一个农村居民点。其下辖有2个居民点，行政中心为叶若夫卡。据2016年统计，该农村居民点的人口为1008人。